# Andrzej Bissenik
Andrzej Bissenik (ur. 28 kwietnia 1946) – polski architekt, profesor sztuk plastycznych, nauczyciel akademicki Wyższej Szkoły Ekologii i Zarządzania w Warszawie oraz innych uczelni, specjalista w zakresie architektury wnętrz.

## Życiorys
W 1995 został profesorem sztuk plastycznych. Objął stanowisko profesora zwyczajnego Wyższej Szkoły Ekologii i Zarządzania w Warszawie na Wydziale Architektury. Był nauczycielem akademickim Akademii Sztuk Pięknych w Warszawie na Wydziale Architektury Wnętrz oraz Politechniki Białostockiej na Wydziale Architektury.
W 2017 został odznaczony Złotym Medalem „Zasłużony Kulturze Gloria Artis”.